# 제75집단군
제75집단군(중국어 간체자: 第七十五集团军, 병음: Dì Qīshíwǔ Jítuánjūn)은 중국 인민해방군 육군의 집단군이다.

## 역사

### 6.25  전쟁
한국 전쟁 동안 제41군은 제124, 125, 126사단으로 구성된 중국인민지원군의 부대였다.
한국 전쟁 동안, 제41군은 우루이린 중장이 지휘했다. 주요 중국인민지원군 부대는 제413군의 제41군집단 소속 제124사단이 압록강을 건너 만포진에 도달한 1950년 10월 16일부터 한반도에 진입했다. 10월 16일 만포진에 당도한 이후 강계와 유담리를 따라 진격한 제41군은 하갈우리를 따라 진격했고 장진호 일대에서 10월 25일 대한민국 제26여단을 만나게 되었다. 나머지 부대는 수동 일대의 전투에 참여해 미국 제1해병사단과 맞서 싸웠다.
제41군과 제38군은 동쪽으로 미국 제8군을 밀어붙이며 대한민국 국군의 방어선을 돌파하여 부대 전체를 포위하려고 했다. 군의 서쪽 부대인 제125사단은 미국 제8군 지역을 관통하여 초산에서 제7보병연대를 분산시켰다. 1952년 10월 제46군이 제41군을 대체하고 41군은 본토로 돌아갔다.

### 냉전
19790년 제41군은 중국-베트남 국경분쟁에 참가하였다. 
1985년, 집단군으로 개편되고, 위장번호가 53010부대에서 75100부대로 바뀌었다. 1998년 중국 홍수에서 장강이 범람하자 인명구조에 나섰다.

### 5대 전구
2016년 7대 대군구를 폐지하고 5대 전구로 대채하였다. 제41집단군은 제75집단으로 서수가 변경되고 남부전구 육군으로 전속하였고, 윈난성 쿤밍시로 본부를 옮겼다.

## 부대

### 1985년
- 보병 제121사단; 2013년, 1개 산악보병여단 및 1개 기계화보병여단으로 분리하였다.
- 보병 제122사단; 1985년, 해체
- 보병 제123사단; 2006년, 중장기계화보병사단
- 보병 제164사단; 제55군에서 집단군으로 전속; 1998년, 해군육전대 제164여단(第一六四旅)로 전군됨.
- 전차여단(坦克旅); 1994년 창설; 1998년 장갑여단(裝甲旅)
- 포병여단(炮兵旅); 1994년 창설.
- 고사포여단(高炮旅); 1994년 창설.
- 중국 인민해방군 주홍콩부대; 1994년 창설; 2016년, 남부전구 직할부대로 지정됨.

### 2017년 이전
- 제121산악보병여단(山地摩托化步兵第一二一旅)
- 제122기계화보병여단(机械化步兵第一二二旅)
- 제123기계화보병사단(机械化步兵第一二三师)
- 제15장갑여단(装甲第一五旅)
- 포병여단(炮兵旅)
- 방공여단(防空旅)
- 통신연대(通信團)
- 공병연대(工兵团)
- 주교연대(舟桥团)
- 화학방호연대(防化团)
- 육군항공병연대(陆军航空兵团)

### 2017년 이후
- 제31합성여단(重型合成第三一旅)
- 제32합성여단(山地合成第三二旅)
- 제37합성여단(轻型合成第三七旅)
- 제42합성여단(轻型合成第四二旅)
- 제121공중돌격여단(空中突击第一二一旅)
- 제122합성여단(中型合成第一二二旅)
- 제123합성여단(重型合成第一二三旅)
- 제75특전여단(特种作战第七十五旅)
- 제75포병여단(炮兵第七十五旅)
- 제75방공여단(防空第七十五旅)
- 제75공병화학방호여단(工兵防化第七十五旅)
- 제75근무지원여단(勤务支援第七十五旅)

## 기록

### 소속
- 1955년, 광저우 군구
- 2017년, 남부전구

### 계보
- 1946년, 东北民主联军第四纵队, 동북민주총군 제4종대
- 1948년 11월, 第四十一军, 제41군
- 1949년, 第四十一軍, 제41군
- 1985년, 第四十一集團軍, 제41집단군
- 2017년, 第七十五集團軍, 제75집단군

### 참전
- 제2차 국공 내전
  - 임강 전역
  - 라오선 전역
  - 핑전 전역
  - 타산 전역
- 중국-베트남 국경분쟁

### 인용
1. ↑  Appleman 1992, 768쪽
2. ↑  “Chinese Military Leaders During the Korean War” (영어). 2024년 6월 23일에 확인함.
3. ↑  “Korean War FAQ Korean War History Korean War History Korean War FAQ” (영어). 2024년 6월 22일에 확인함.
4. ↑  Appleman 1992, 719쪽
5. ↑  Stewart 2000, 12쪽
6. ↑  Appleman 1992, 767쪽

### 자료
- Appleman, Roy E. (1992). 〈Chapter XXXIX The Big Question〉. 《South to the Naktong, North to the Yalu》. United States Army in the Korean War (미국 영어). United States Army Center of Military History. CMH Pub 20-2-1. 2010년 6월 8일에 원본 문서에서 보존된 문서. 2017년 3월 5일에 확인함.
- Stewart, Richard W. (2000). 《The Korean War: The Chinese Intervention》 (미국 영어). United States Army Center of Military History. CMH Pub 19-8.